# Cerlina, Soroca
Cerlina este un sat din cadrul comunei Nimereuca din raionul Soroca, Republica Moldova.
Satul a fost menționat documentar în 1598, dar se presupune că poate fi și mai vechi – de prin 1425.

## Demografie

### Structura etnică
Structura etnică a satului conform recensământului populației din 2004:
| Grup etnic         | Populație | % Procentaj |
| ------------------ | --------- | ----------- |
| Moldoveni / Români | 1.282     | 98,62%      |
| Ucraineni          | 10        | 0,77%       |
| Ruși               | 7         | 0,54%       |
| Alții              | 1         | 0,08%       |
| Total              | 1.300     | 100%        |

## Geologie

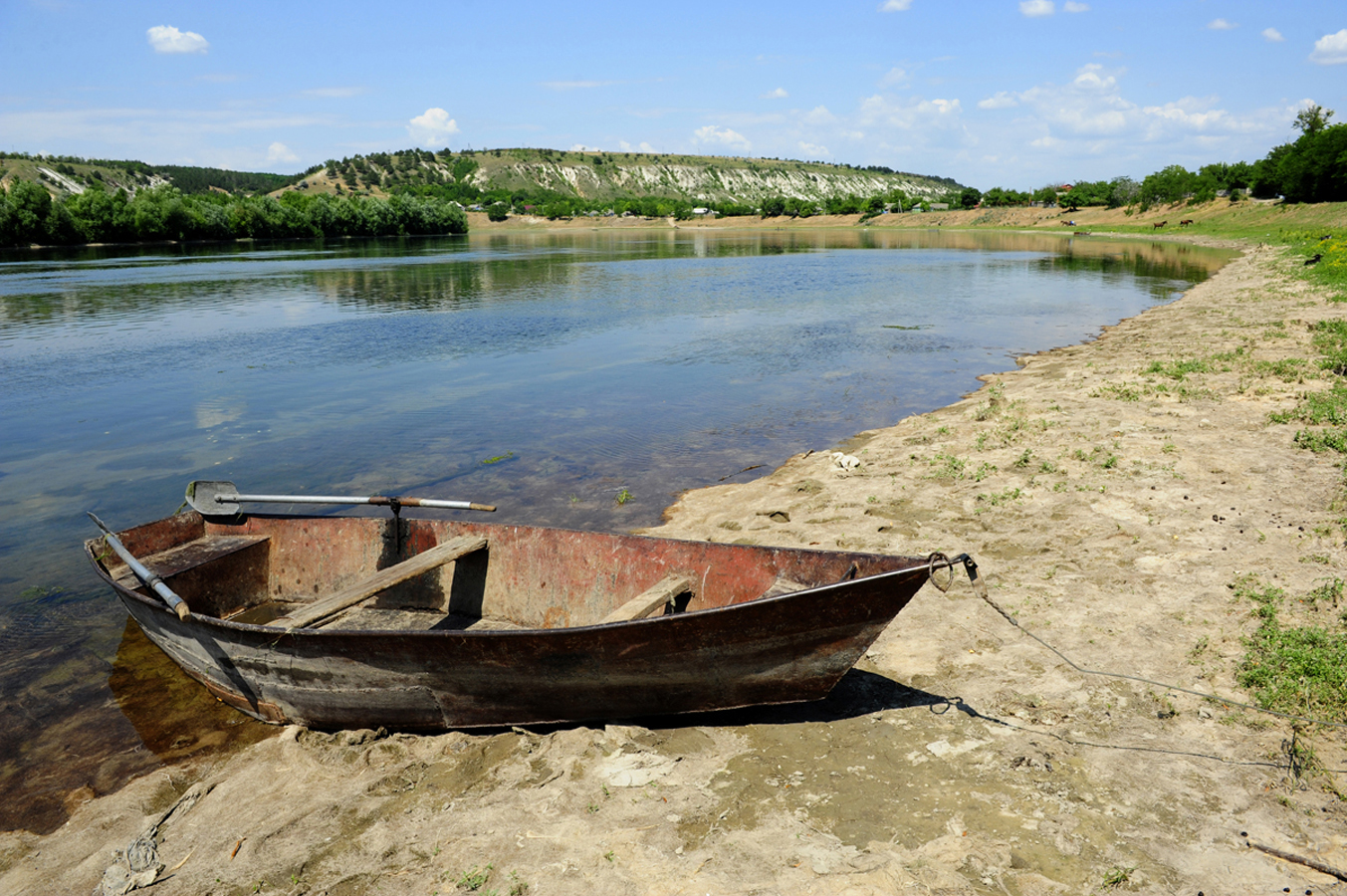
Nistru la Cerlina; aflorimentul abrupt se vede pe fundal

La vest de sat, pe coasta abruptă a Nistrului, este amplasat un afloriment al proterozoicului superior (vendian), o arie protejată din categoria monumentelor naturii de tip geologic sau paleontologic.